# 第62艦隊兵站支援飛行隊 (アメリカ海軍)
第62艦隊兵站支援飛行隊（だい62かんたいへいたんしえんひこうたい、英: Fleet Logistics Support Squadron 62、略称：VR-62）は、アメリカ海軍艦隊兵站支援航空団隷下の輸送機部隊である。愛称はノーマッズ（英: Nomads）。1985年7月1日にミシガン州デトロイト海軍航空施設で編成され、人員や各種物資等の輸送を担っている。フロリダ州ジャクソンビル海軍航空基地に所在し、輸送機としてC-130Tを運用する。なお、アメリカ海軍の予備役飛行隊になっている。

## 歴代運用機
- 輸送機
  - C-9B
  - C-130T

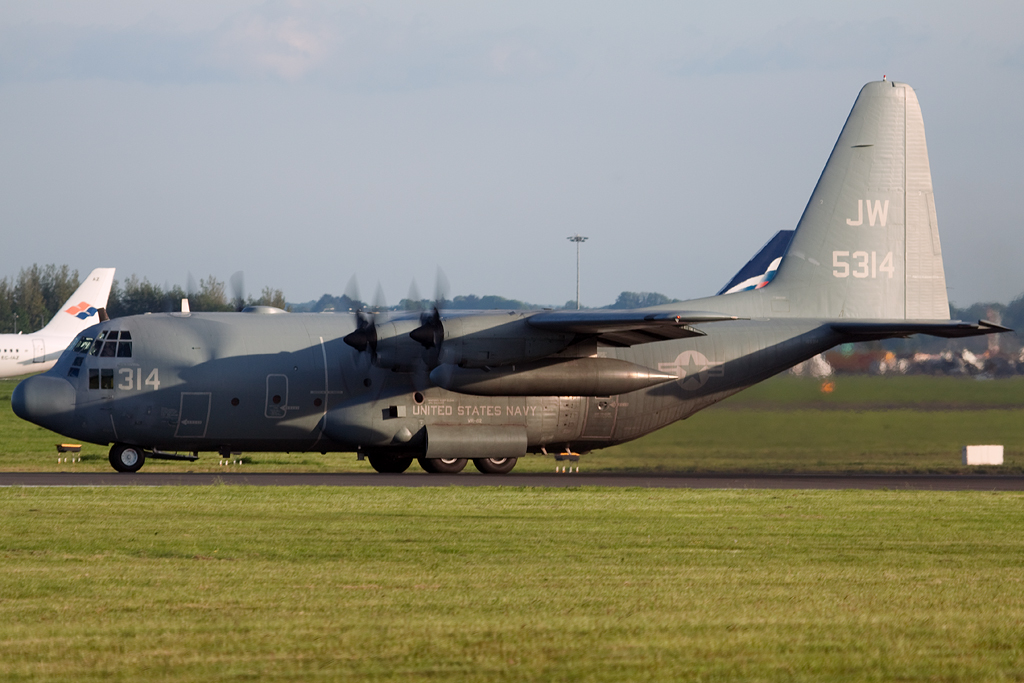
VR-62で運用するC-130T